# ピストイア県

ピストイア県
Provincia di Pistoia

ピストイア県（ピストイアけん、Provincia di Pistoia）は、イタリア共和国トスカーナ州の県の一つ。県都はピストイア（ピストーイア）。

## 地理

### 位置・広がり
トスカーナ州北部に位置する。
隣接する県は以下の通り。
- 北東 - ボローニャ県（エミリア＝ロマーニャ州）
- 東 - プラート県
- 南 - フィレンツェ県
- 西 - ルッカ県
- 北西 - モデナ県（エミリア＝ロマーニャ州）

### 県内の地域と主要な都市
2001年の国勢調査に基づく居住地区（Località abitata）別人口統計によれば、人口8,000人以上の都市・集落は以下の通り。
- ピストイア - 69,740人
- モンテカティーニ・テルメ - 17,854人
- アリアーナ - 12,846人
- モンスンマーノ・テルメ - 12,374人
- ペーシャ - 10,314人
- ピエーヴェ・ア・ニエーヴォレ - 8.310人
- クアッラータ - 8,186人

- ピストイア
- モンテカティーニ・テルメ
- ペーシャ

## 行政区画

### コムーネ
ピストイア県には20のコムーネが属する。主要なコムーネ（人口1万人以上）は下表の通り。左端の数字はISTATコードを示す。人口は2024年1月1日現在。それ以外のコムーネ、および面積等の詳細なデータは「全コムーネ一覧」参照のこと。
右の地図中の番号は、コムーネのISTATコード下3桁を示す。下表に掲げた主要なコムーネのうち、地図中に名称を記さなかったものについては、番号を太字で示した。
| コード | 自治体名                       | 人口   |
| ------ | ------------------------------ | ------ |
| 047014 | ピストイア                     | 89,116 |
| 047017 | クアッラータ                   | 26,899 |
| 047011 | モンテカティーニ・テルメ       | 21,180 |
| 047009 | モンスンマーノ・テルメ         | 20,821 |
| 047012 | ペーシャ                       | 19,253 |
| 047002 | アリアーナ                     | 17,960 |
| 047020 | セッラヴァッレ・ピストイエーゼ | 11,835 |
| 047010 | モンターレ                     | 10,545 |

21世紀に入って以降、以下のコムーネ統廃合 (it:Fusione di comuni italiani) が行われている。
2017年発足
- アベトーネ・クティリアーノ (Abetone Cutigliano)（アベトーネ、クティリアーノが合併）
- サン・マルチェッロ・ピテーリオ (San Marcello Piteglio)（ピテーリオ、サン・マルチェッロ・ピストイエーゼが合併）

## 人物

### 著名な出身者
- イヴ・モンタン - 20世紀のフランスで活動した俳優・シャンソン歌手。モンスンマーノ・テルメ生まれ
- ジャンパオロ・パッツィーニ - サッカー選手。ペーシャ生まれ